# Château-Arnoux-Saint-Auban
Pour les articles homonymes, voir Château (homonymie), Arnoux et Saint-Auban (homonymie).
Château-Arnoux-Saint-Auban est une commune française, située dans le département des Alpes-de-Haute-Provence en région Provence-Alpes-Côte d'Azur.
Le territoire de la commune est densément occupé à l’époque antique. Sa position favorable sur les rives de la Durance et sur une route fréquentée motive l’implantation d’un château, nommé d’après l’un de ses premiers châtelains. Château-Arnoux (Roche-Arnoux jusqu'en 1793) reste une simple commune rurale jusqu’au début du XXe siècle. Sa situation loin des frontières, protégée des invasions par les Alpes, et dotée d’une liaison ferroviaire, motive l’installation d’une importante usine de fabrication d’armes chimiques dans le village de Saint-Auban pendant la Première Guerre mondiale, ce qui change son visage jusqu’à nos jours, près d’un siècle après. Aujourd’hui, le nom de la commune tient compte de cette dualité, village médiéval d’un côté, ville industrielle de l’autre, dont l’usine Arkema fait courir des risques nombreux depuis les premières pollutions de la Durance, mais apporte la prospérité à tout le canton. Le château, qui abrite actuellement la mairie, est classé de multiples fois.
Le nom des habitants de la commune est Jarlandin à Château-Arnoux, du nom des fabricants de jarres, et Saintaubanais à Saint-Auban.

## Géographie
La commune est située dans la vallée de la Durance, le centre est à 440 m d’altitude.

### Relief
La commune, avec la Durance la traversant, délimite à l'Est le massif des Monts de Vaucluse, comprenant la Montagne de Lure et, plus à l'Ouest, le Mont Ventoux.

### Transports
La commune est desservie par la RN 85 ainsi que par la RD 4096 et par une gare SNCF sur la ligne de Lyon-Perrache à Marseille-Saint-Charles via Grenoble. L’échangeur autoroutier le plus proche est celui d’Aubignosc sur l’A51, à 5 km de la ville.
L’aérodrome de Château-Arnoux-Saint-Auban accueille le centre national français de vol à voile (planeurs), au sud de la ville,. En 1997, il a accueilli le championnat du monde de vol à voile.

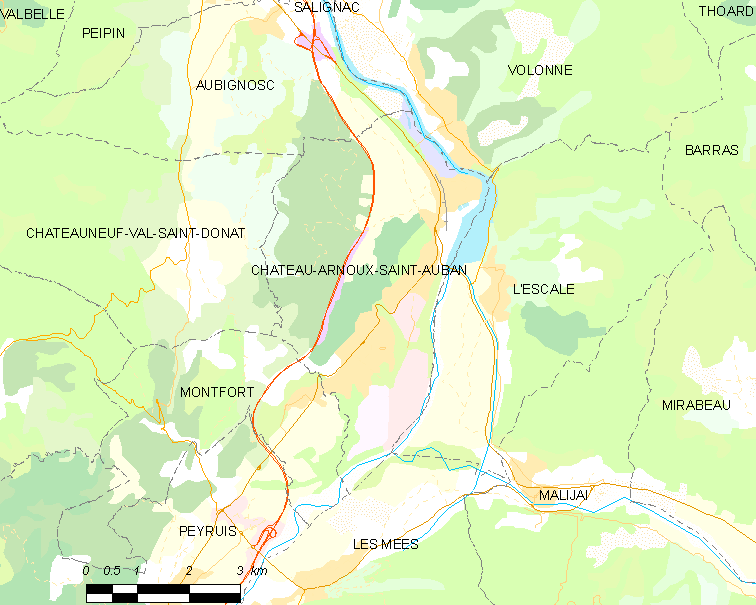
Château-Arnoux-Saint-Auban et les communes voisines (Cliquez sur la carte pour accéder à une grande carte avec la légende).

### Environnement
La commune compte 847 ha de bois et forêts, soit 46 % de sa superficie.

### Communes limitrophes
Les communes limitrophes de Château-Arnoux-Saint-Auban sont Aubignosc, Volonne, L'Escale, Les Mées, Montfort, Châteauneuf-Val-Saint-Donat.

### Toponymie
Château-Arnoux-Saint-Auban se nomme Castèu-Arnous-Sant-Auban en provençal selon la norme mistralienne.
La localité apparaît pour la première fois dans les textes en 1182 (Castrum Arnulfium). Le premier mot signifie village fortifié, suivi du nom d’un des premiers seigneurs (nom d’origine germanique),, le second est le nom d’un martyr anglais du IIIe siècle, Albanus de Verulamium,.
La commune de Château-Arnoux a pris le nom de Château-Arnoux-Saint-Auban en 1991.

### Climat
Pour des articles plus généraux, voir Climat de Provence-Alpes-Côte d'Azur et Climat des Alpes-de-Haute-Provence.
En 2010, le climat de la commune est de type climat méditerranéen altéré, selon une étude du Centre national de la recherche scientifique s'appuyant sur une série de données couvrant la période 1971-2000. En 2020, Météo-France publie une typologie des climats de la France métropolitaine dans laquelle la commune est exposée à un climat de montagne ou de marges de montagne et est dans la région climatique Alpes du sud, caractérisée par une pluviométrie annuelle de 850 à 1 000 mm, minimale en été.
Pour la période 1971-2000, la température annuelle moyenne est de 12,1 °C, avec une amplitude thermique annuelle de 17,6 °C. Le cumul annuel moyen de précipitations est de 779 mm, avec 6,2 jours de précipitations en janvier et 4,3 jours en juillet. Pour la période 1991-2020, la température moyenne annuelle observée sur la station météorologique installée sur la commune est de 13,4 °C et le cumul annuel moyen de précipitations est de 714,2 mm. 
La température maximale relevée sur cette station est de 42,2 °C, atteinte le 28 juin 2019 ; la température minimale est de −13,4 °C, atteinte le 10 janvier 1985,,.
| Mois                                  | jan.             | fév.             | mars           | avril           | mai             | juin           | jui.            | août          | sep.            | oct.            | nov.            | déc.             | année      |
| ------------------------------------- | ---------------- | ---------------- | -------------- | --------------- | --------------- | -------------- | --------------- | ------------- | --------------- | --------------- | --------------- | ---------------- | ---------- |
| Température minimale moyenne (°C)     | 0,2              | 0,3              | 3,1            | 5,8             | 9,7             | 13,4           | 15,8            | 15,7          | 12,1            | 8,6             | 4,1             | 0,9              | 7,5        |
| Température moyenne (°C)              | 4,9              | 5,8              | 9,2            | 12              | 16              | 20,2           | 23,1            | 22,8          | 18,4            | 14              | 8,7             | 5,2              | 13,4       |
| Température maximale moyenne (°C)     | 9,5              | 11,2             | 15,3           | 18,1            | 22,3            | 26,9           | 30,3            | 30            | 24,7            | 19,4            | 13,3            | 9,5              | 19,2       |
| Record de froid (°C) date du record   | −13,4 10.01.1985 | −12,7 03.02.1956 | −10,2 02.03.05 | −3,1 01.04.1975 | −1,9 04.05.1979 | 3,2 01.06.1965 | 7,3 01.07.1980  | 7 23.08.1970  | 1,8 30.09.1974  | −2,9 30.10.1997 | −7,3 29.11.1973 | −12,8 28.12.1962 | −13,4 1985 |
| Record de chaleur (°C) date du record | 21,8 10.01.15    | 23 28.02.19      | 25,5 16.03.19  | 28,5 09.04.11   | 32,8 23.05.07   | 42,2 28.06.19  | 39,5 06.07.1982 | 39,6 01.08.20 | 34,7 09.09.1966 | 30,7 12.10.11   | 24,2 02.11.1970 | 21,1 12.12.1961  | 42,2 2019  |
| Ensoleillement (h)                    | 1 681            | 1 834            | 2 296          | 2 278           | 2 633           | 3 027          | 3 415           | 3 115         | 249             | 1 964           | 1 567           | 1 493            | 27 793     |
| Précipitations (mm)                   | 48,2             | 35,9             | 44,7           | 64,8            | 63,9            | 53,5           | 35,7            | 50,7          | 73,7            | 88              | 96,2            | 58,9             | 714,2      |

| Diagramme climatique                                  |             |             |             |             |              |              |            |              |           |             |            |
| J                                                     | F           | M           | A           | M           | J            | J            | A          | S            | O         | N           | D          |
| 9,50,248,2                                            | 11,20,335,9 | 15,33,144,7 | 18,15,864,8 | 22,39,763,9 | 26,913,453,5 | 30,315,835,7 | 3015,750,7 | 24,712,173,7 | 19,48,688 | 13,34,196,2 | 9,50,958,9 |
| Moyennes : • Temp. maxi et mini °C • Précipitation mm |             |             |             |             |              |              |            |              |           |             |            |

Les paramètres climatiques de la commune ont été estimés pour le milieu du siècle (2041-2070) selon différents scénarios d'émission de gaz à effet de serre à partir des nouvelles projections climatiques de référence DRIAS-2020. Ils sont consultables sur un site dédié publié par Météo-France en novembre 2022.

### Une commune concernée par presque tous les risques majeurs
Aucune des 200 communes du département n'est en zone de risque sismique nul. Le canton de Volonne auquel appartient Château-Arnoux-Saint-Auban est en zone 1b (risque faible) selon la classification déterministe de 1991, basée sur les séismes historiques, et en zone 4 (risque moyen) selon la classification probabiliste EC8 de 2011. La commune de Château-Arnoux-Saint-Auban est également exposée à trois autres risques naturels :
- feu de forêt,
- inondation (dans la vallée de la Durance),
- mouvement de terrain : certains versants sont concernés par un aléa moyen à fort[18].

La commune de Château-Arnoux-Saint-Auban est également exposée à toute une gamme de risques d’origine technologique, liés essentiellement à la présence des usines Arkema à Saint-Auban. Elle produisent des solvants chlorés et du PVC :
- le risque industriel, l’usine Arkema de Saint-Auban étant classée Seveso seuil haut, le plus haut des quatre degrés de la classification[19] ;
- celui de transport de matières dangereuses, par rail, route et canalisations[20], ces produits étant des matières transportées alimentant les usines Arkema, ou des produits finis en sortant[21]. Les voies d’approvisionnement et d’exportation sont[22] :
  - la voie ferrée, avec la ligne Lyon-Marseille via Grenoble ;
  - la route nationale 85 qui se connecte dans le département notamment sur l’ancienne route nationale 100 et l’ancienne route nationale 96 ;
  - l’autoroute A51 ;
  - la canalisation Transalpes qui transporte de l’éthylène entre Saint-Auban et Sisteron. L’éthylène est une matière première de fabrication du PVC[23];
  - la canalisation Transéthylène qui transporte le même gaz inflammable entre Saint-Auban et Montfuron[23].

Ces transports variés ont déjà donné lieu à deux incidents : en 2001, c’est un wagon d’acétate de vinyle qui fuit et en 2006, une fuite de tétrachloroéthane a lieu devant l’usine.
Outre ces risques d’origine technologique liés à l’usine Arkema, la commune est concernée par un autre risque lié au transport de produits dangereux par canalisation, le gazoduc transportant du gaz naturel dans toute la vallée de la Durance traverse la commune et constitue donc un facteur de risque supplémentaire.
Enfin, le dernier risque d’origine technologique est lié à l’éventualité d’une rupture de barrage : en cas de défaillance du barrage de Serre-Ponçon, toute la vallée de la Durance serait menacée par l’onde de submersion.
Le plan particulier d'intervention préparé en prévision d’accidents à l’usine Arkema concerne huit communes, y compris Château-Arnoux-Saint-Auban (Volonne, Châteauneuf-Val-Saint-Donat, L'Escale, Montfort, Malijai, Peyruis, Les Mées). Le plan de prévention des risques naturels prévisibles (PPR) de la commune a été précédé en 1961 d’un plan de surface submersible pour le risque d’inondation, et a été approuvé en 2004 pour les risques de mouvement de terrain et de séisme. Le Dicrim existe depuis 2010.
Les tremblements de terre ressentis de la manière la plus sensible dans la commune sont ceux :
- du 8 janvier 1953, avec une intensité macro-sismique ressentie dans la commune de IV sur l’échelle MSK et Mirabeau pour épicentre[29] ;
- du 22 octobre 1963, avec une intensité ressentie de V et Malijai pour épicentre[30] ;
- du 19 juin 1984, avec une intensité ressentie de IV et Aiglun pour épicentre[31].

## Économie

### Aperçu général
En 2009, la population active s’élevait à 2 106 personnes, dont 290 chômeurs (414 fin 2011). Ces travailleurs sont majoritairement salariés (90 %) et travaillent majoritairement dans la commune (55 %). Vieille ville industrielle, Château-Arnoux-Saint-Auban compte encore près d’un tiers de ses actifs dans le secteur secondaire (32,9 %), le secteur primaire n’étant plus présent qu’à l’état relictuel et le tertiaire occupant le reste de la population (66,6 %).

### Agriculture
Fin 2010, le secteur primaire (agriculture, sylviculture, pêche) comptait cinq établissements agricoles actifs au sens de l’Insee (exploitants non professionnels inclus) et employait 13 personnes.
Le nombre d’exploitations professionnelles, selon l’enquête Agreste du ministère de l’Agriculture, est de six en 2010. Il était de huit en 2000, chiffre identique à celui de 1988. Actuellement, ces exploitants sont spécialisés dans des cultures permanentes et dans l’élevage.
Parmi ces cultures permanentes, figure celle de l’olivier, pratiquée dans la commune depuis des siècles, tout en étant limitée à certains versants. Le terroir de la commune se situe en effet à la limite altitudinale de l’arbre, qui ne peut que difficilement être exploité au-delà des 650 mètres. L’oliveraie de Château-Arnoux occupait moins d’une dizaine d’hectares au début du XIXe siècle. Actuellement, elle compte plus d’un millier de pieds exploités.

### Industrie
Fin 2010, le secteur secondaire (industrie et construction) comptait 89 établissements, employant 840 personnes dont 739 salariées.

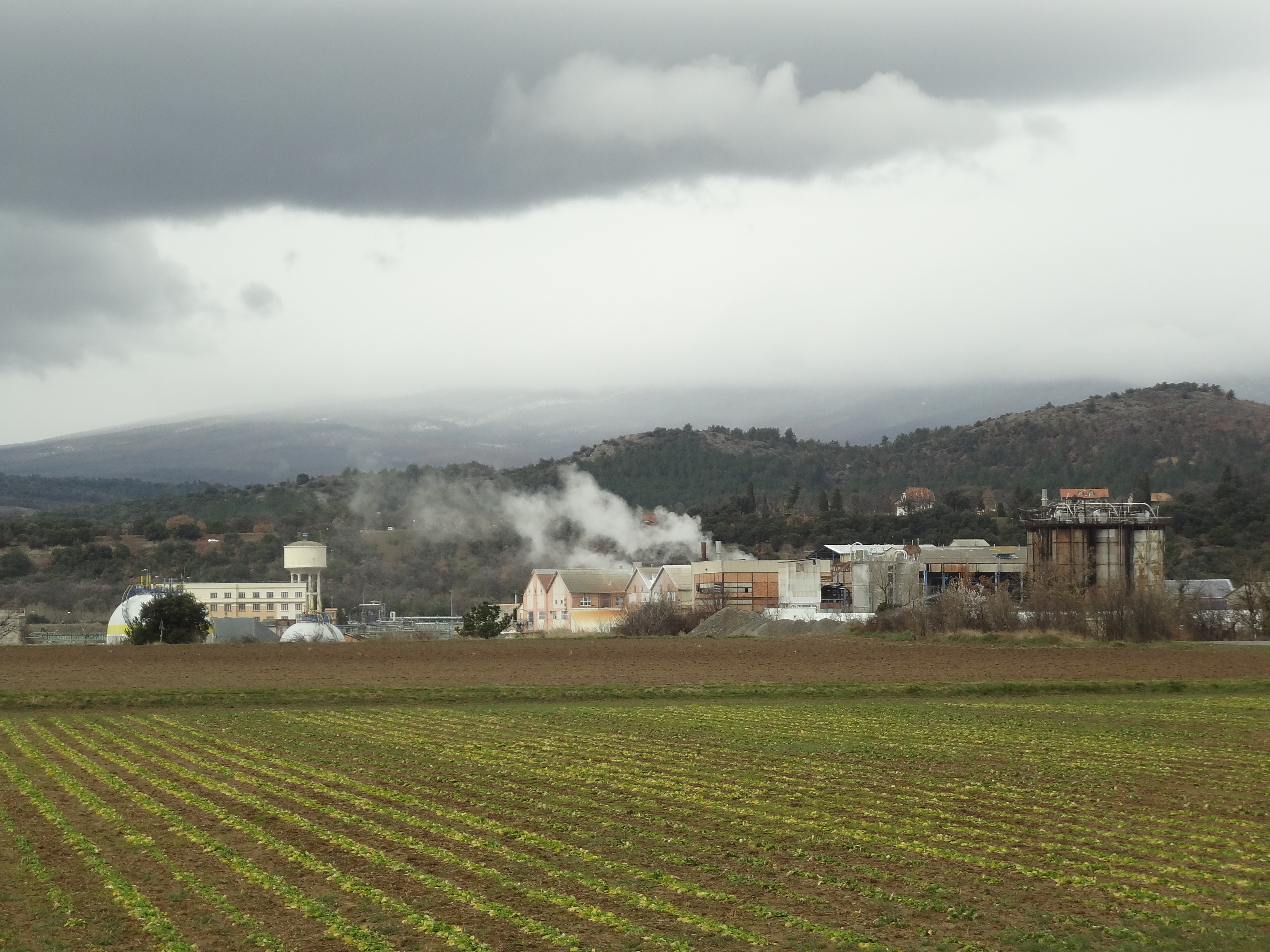
Une partie des installations de l'usine Arkema.

La ville a connu un développement urbain et économique à compter de l'implantation, pendant la Première Guerre mondiale, d'une usine de produits chimiques, aujourd'hui propriété de la filiale Arkema (TotalEnergies).
Cette usine est construite au début de 1916 pour fabriquer les premières armes chimiques produites en France. La production de chlorure de chaux démarre à l’été. Elle produit dix tonnes de bertholite à partir de novembre 1916 jusqu’en novembre 1918. Produisant de la soude utile à l’électrolyse de la bauxite et disposant d’hydroélectricité, la construction d’une extension de l’usine destinée à la fabrication d’aluminium commence à la fin de 1916, mais diverses difficultés ne permettent de lancer la production qu’en août 1918.
À la fin de la guerre, la production s'est diversifiée à d'autres types de produits : le chlore et le chlorure de chaux continuent d’être produits (5 et 8 t par jour), avec de la lessive de soude, de l’eau de Javel et de l’alumine. La diversification se poursuit dans les années 1920 et 1930 : ammoniac, lessive de potasse, acide monochloracétique, puis fonte d’aluminium (remplacée en 1933 par la fabrication de magnésium et de dichloréthylène).
Les effectifs employés dépassent les mille ouvriers en 1918 ; après une baisse à 800 en 1920, l’usine emploie plus de 1 200 personnes vers 1927, avant de redescendre à 750 en décembre 1931, à cause de la crise des années 1930 qui touche l’usine dès le début 1930. À la fin des années 1930, un nouveau sommet est atteint avec plus de 1 600 ouvriers, niveau à nouveau atteint à la fin des années 1950. En 1960, l’usine emploie plus de 2 000 ouvriers avec un maximum à 2 126 en 1979. En 1986, 1 400 personnes travaillaient encore à l’usine pour descendre à 450 ouvriers aujourd’hui. Les productions sont des solvants chlorés, des matières premières pour liquides réfrigérants, du PVC et de l’acide chlorhydrique solution et anhydre.
Dans les années 1920 et 1930, tous les résidus de production sont rejetés à la rivière, la bauxite rougissant la Durance, malgré l’inquiétude du pouvoir local. Le 13 décembre 1936, deux cuves de 12 tonnes de chlore explosent. Le gaz vaporisé fait 22 morts, et les gaz touchent 90 autres personnes. Les ouvriers n'étaient équipés que de masque en tissu imbibé, alors que des masques à gaz de guerre auraient pu en sauver une majorité (ces équipements ne sont introduits dans l'usine que trente ans plus tard).
La direction est intraitable avec les projets de syndicalisation : tout projet d'affiliation d'un syndicat à la CGT Forces électromotrices de la Durance se solde par le licenciement des syndicalistes. La grève de 1936 est aussi l'occasion du licenciement d'un meneur.

Usine chimique de Château-Arnoux-Saint-Auban.
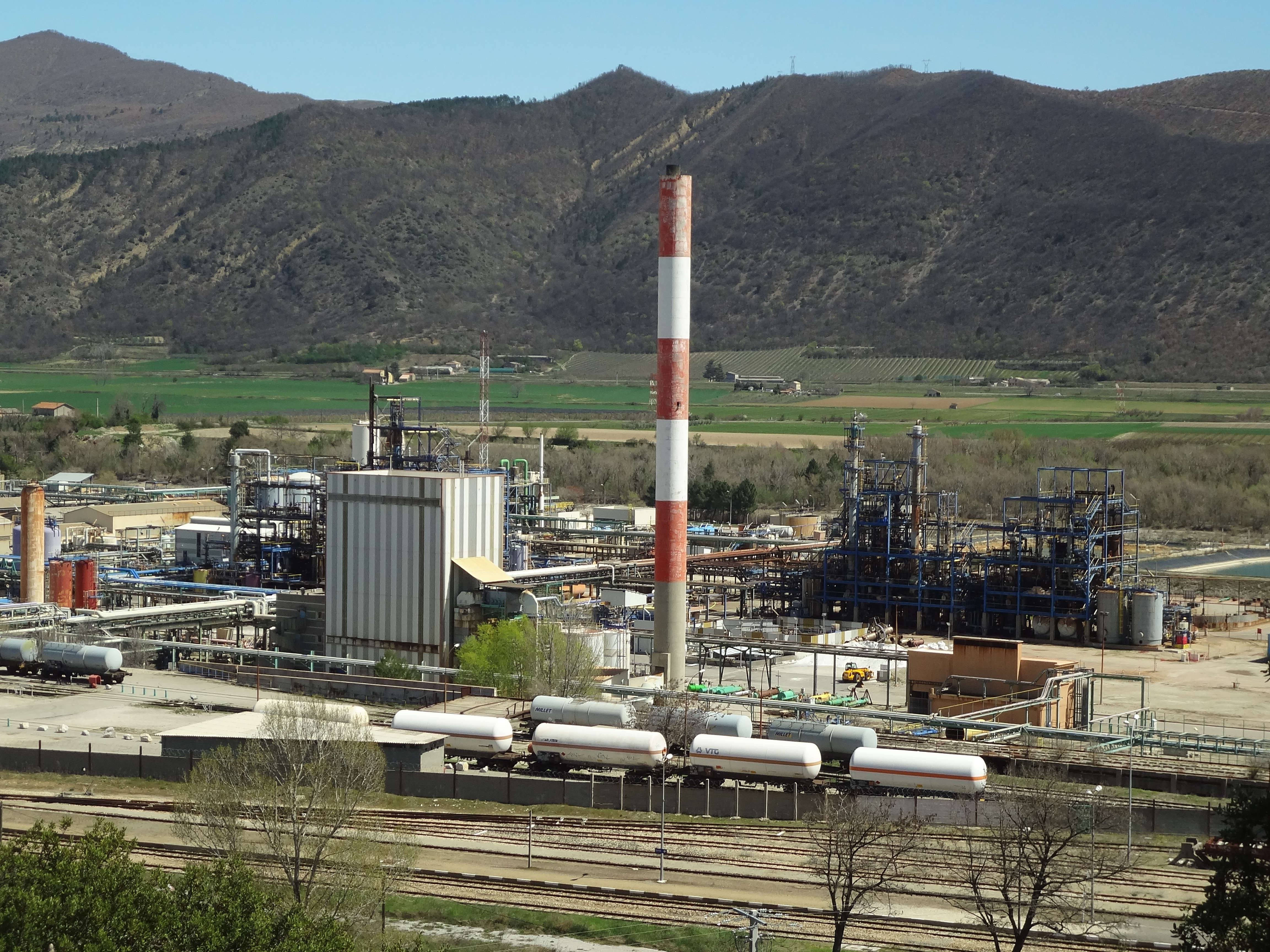
Usine de Saint-Auban.
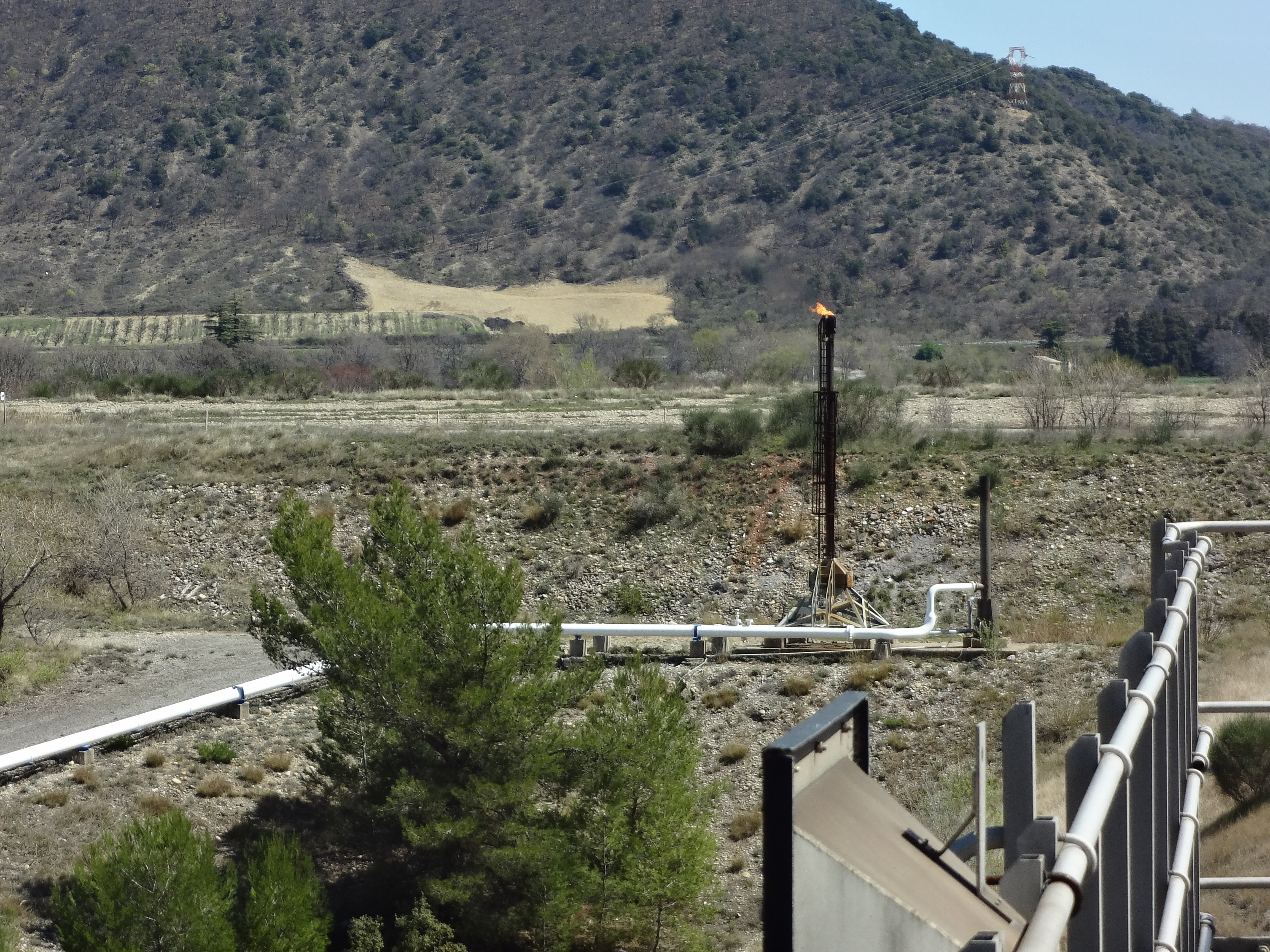
Torchère brûlant les émanations du stockage établi à l’écart de l’usine.
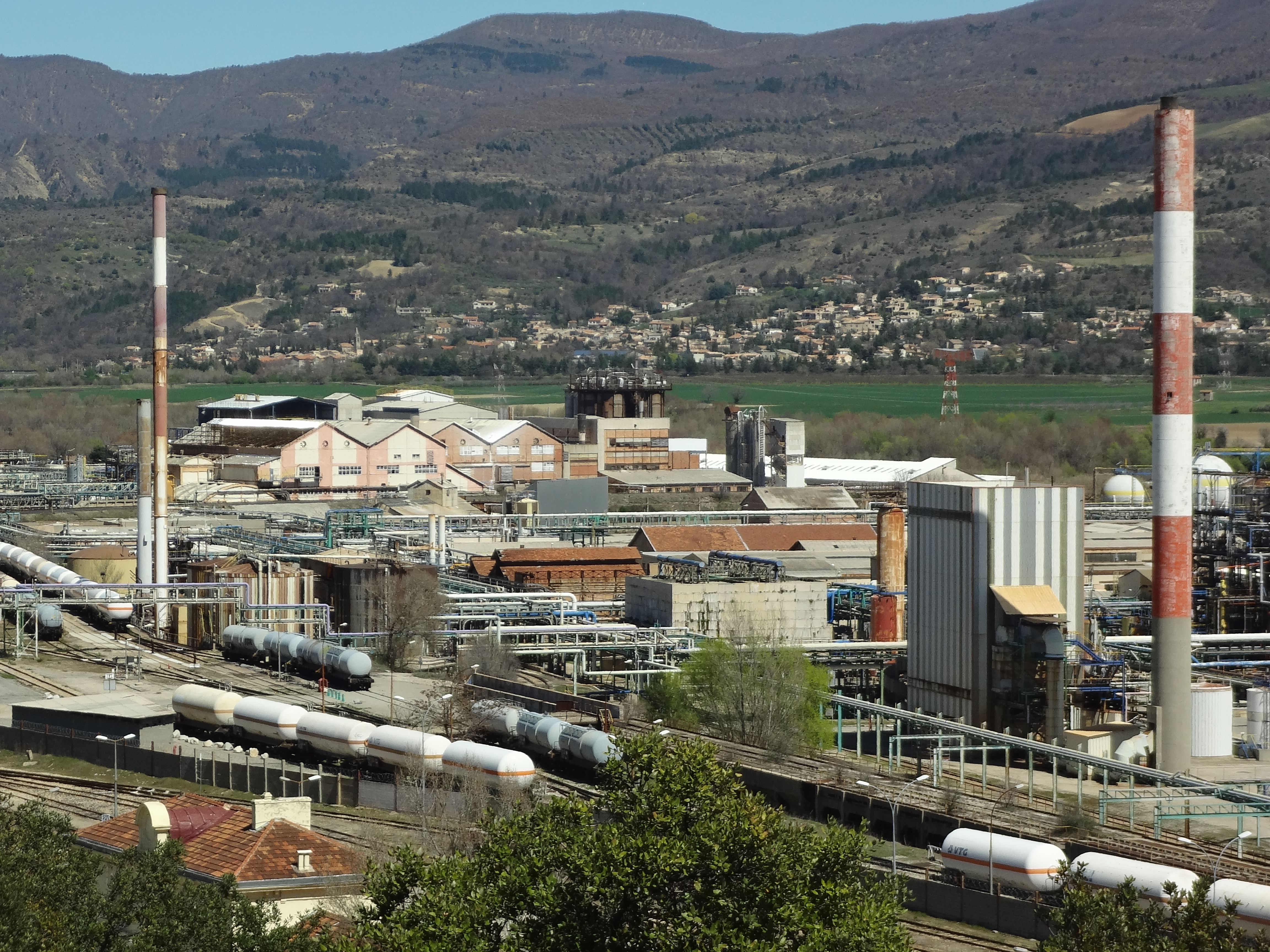
Autre vue.
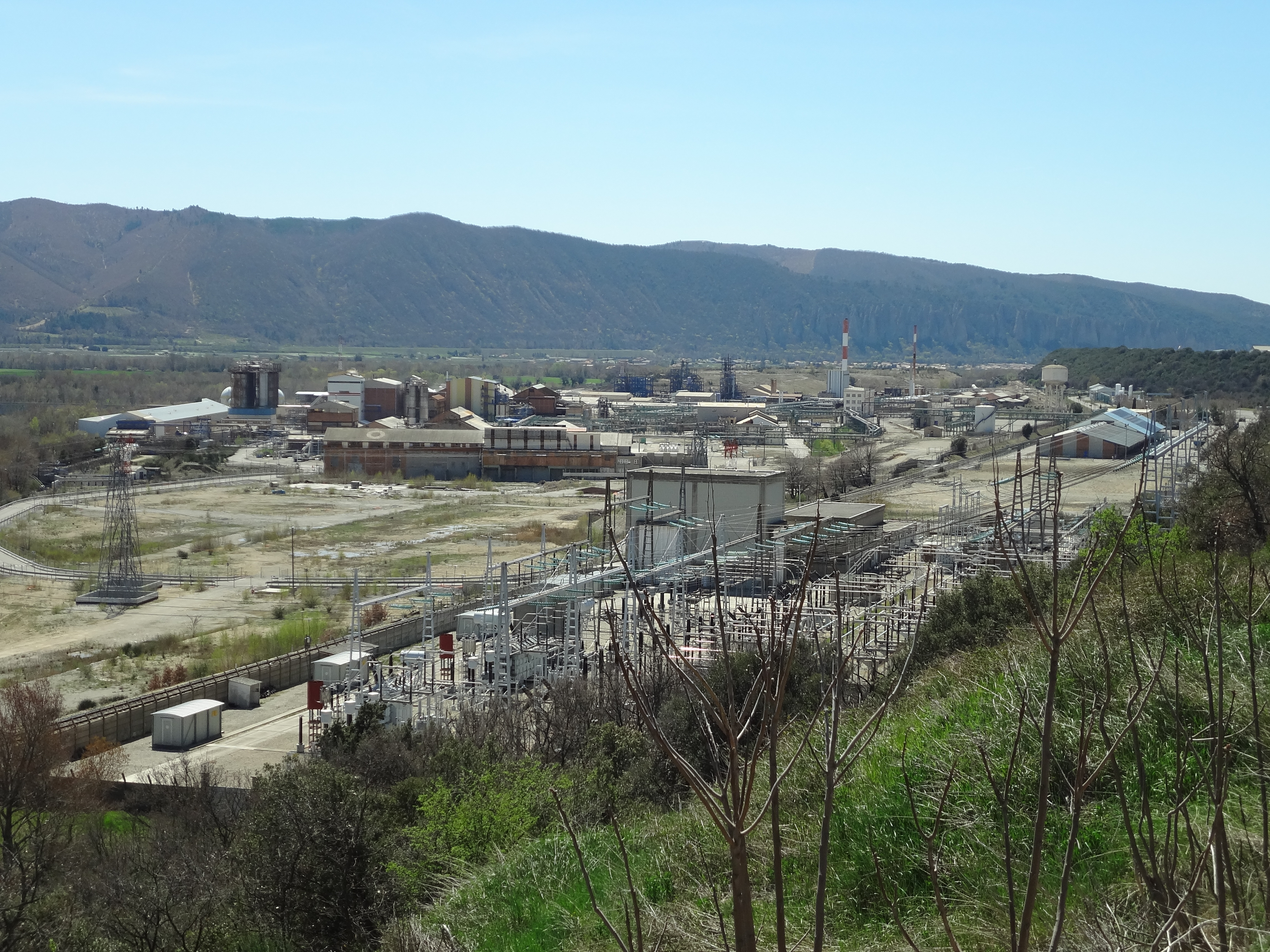
Vue de l’emprise de l’usine, du nord.

L’activité industrielle, actuellement en déclin à Château-Arnoux, tente de se réorienter vers de nouvelles activités : Silicium de Provence (Silpro), avait entamé la construction en 2008 d’une usine de fabrication de silicium ultra-pur à destination des cellules photovoltaïques, construction interrompue par la mise en redressement judiciaire de Silpro en mars 2009, et liquidée à l’été 2009 en laissant 30 millions d'euros de dette malgré une centaine de millions d'euros d'investissement, 50 milllions de promesse d'aides publiques ,.
La Sarl Pierre Venzal est la principale société du BTP de la commune, et emploie 38 salariés. L’imprimerie Bernard Vial compte 17 salariés.
D’autres unités industrielles assez importantes sont implantées à Saint-Auban :
- Friedlander, atelier de chaudronnerie et tuyauterie industrielle, qui emploie 50 salariés[61] et a rejoint le groupe Ortec depuis 1996[62] ;
- la Segip est spécialisée dans les installations électriques et emploie 48 salariés[63].

### Activités de service
Fin 2010, le secteur tertiaire (commerces, services) comptait 290 établissements (avec 930 personnes employées dont 500 salariées), auxquels s’ajoutent les 92 établissements du secteur administratif (regroupé avec le secteur sanitaire et social et l’enseignement), employant 768 personnes dont 724 salariées.
D'après l’Observatoire départemental du tourisme, la fonction touristique est peu importante pour la commune, avec moins d’un touriste accueilli par habitant. Plusieurs structures d’hébergement à finalité touristique existent dans la commune :
- quatre hôtels[65] (deux hôtels non classés[66] , un classé deux étoiles[67] et un quatre étoiles[68]). Les deux hôtels classés avaient une capacité de 34 chambres en 2012[69] ;
- un camping deux étoiles[70] avec une capacité de 23 emplacements[71],[69] ;
- plusieurs meublés[72],[73].

Les résidences secondaires apportent un complément à la capacité d’accueil : au nombre de 188, elles représentent 6,5 % des logements ; 74 des résidences secondaires possèdent plus d’un logement, et 41 sont des mobil-homes ou assimilés,.
La commune comprend aussi un restaurant 1 étoile au Guide Michelin.

### Activités culturelles
Depuis 1985 le centre culturel Simone Signoret, situé dans le quartier du belvédère, est le pôle culturel de la commune avec:
- le cinématographe, cinéma classé art et essai jeune public, recherche et découverte, patrimoine, comprenant à l'origine deux salles, trois depuis 2007. Il est géré par association de gestion du cinématographe.
- la médiathèque Louis Joseph, maire de 1968 à 1977, inaugurée en 1986. 7 salariés, 727 m2, 50000 volumes, 7000 DVD, 14000 CD, des partitions[75].
- Une placette, salle d'exposition.
- Un restaurant, le Stendhal
- Un théâtre, le Théâtre-Durance, dont la création est l'aboutissement d'un travail de développement et de médiation culturels initié sur le territoire du Val de Durance à la fin des années quatre vingt par un collectif de bénévoles élus et professionnels animé par Robert Pasquier qui rédigea et porta le projet artistique qui permit à l'Etat de reconnaitre ce théâtre comme Scène Conventionnée  d'Interêt National et Pôle régional de développement culturel dès son ouverture en 2007.Robert Pasquier assumera la première direction du Théâtre-Durance qui deviendra une Scène Nationale en 2023 sous la direction d'Elodie Presle .Jauge: 323 places sur gradin motorisé ou 900 places debout, diverses configurations sont possibles.

Des festivals ont aussi eu lieu dans la commune.
- Festi-Jazz, festival de musique jazz avec une programmation artistique signée par Robert Pasquier : Ray Charles, John Lee Hooker, Claude Nougaro, Maceo Parker[76],[77].
- Les Festives de Font-Robert, festival musical organisé par l'association Odyssée dont la direction artistique est assumée par Robert Pasquier dans le cadre prestigieux de la ferme de Font-Robert, qui prit la suite du Festi-Jazz, avec la programmation des plus grands noms de la scène musicale, nationale et internationale jusqu'en 2011 avec par exemple: Texas, les Rita Mistouko, Arno, Ben Harper, Yannick Noah...
- Les escapades, festival de musique gratuit depuis 2011, orienté programmation découverte.

### Infrastructures sportives
La commune comprend comme infrastructures sportives:
- L’Espace José Escanez aux Lauzières comprenant une halle couverte pour l’escalade, la pétanque et le jeu provençal, un gymnase pour le basketball, handball, volleyball, futsal et une salle de gymnastique et fitness
- L’Espace Grabinski à Saint-Auban comprenant une piscine de plein air, le Stade de football Alain Bogossian au terrain engazonné, une piste d’athlétisme, un terrain de football stabilisé, quatre courts de tennis et un club house, un skatepark, un gymnase pour la pratique du tennis, gymnastique, sports collectifs, tir à l’arc, zumba et un pas de tir plein air pour la pratique du tir à l’arc
- Un Centre national de vol à voile à Saint Auban
- Au collège Camille Reymond, un dojo pour le judo, haïkido, taekwondo, un gymnase (propriété du collège mais mis à disposition de certains clubs locaux)
- Aux Salettes le terrain de foot stabilisé Louis Joseph
- Une salle d’escrime à l’école Henri Wallon
- Le siège de la base VTT du Val de Durance qui, au nombre de kilométrage de sentiers balisés est la plus grande Base VTT labellisée FFCT de la Région PACA, avec plus de 550 km de parcours. 24 itinéraires VTT dont 17 sont techniques, 1 parcours de VTT orientation, 1 zone de maniabilité avec 10 ateliers de tous niveaux, 1 parcours d’évolution de 3,5 km, 1 Vélo parc pour plusieurs disciplines (Trial, BMX, VTT et Pump Track).
- La ferme de Font Robert comprend une salle de danse pour le danse contemporaine, jazz, hip hop, yoga
- Plusieurs boulodromes de plein air
- Plusieurs pas de tir à l’arc de plein air

### Typologie
Au 1er janvier 2024, Château-Arnoux-Saint-Auban est catégorisée petite ville, selon la nouvelle grille communale de densité à 7 niveaux définie par l'Insee en 2022.
Elle appartient à l'unité urbaine de Château-Arnoux-Saint-Auban, une agglomération intra-départementale dont elle est ville-centre,. Par ailleurs la commune fait partie de l'aire d'attraction de Château-Arnoux-Saint-Auban, dont elle est la commune-centre,. Cette aire, qui regroupe 4 communes, est catégorisée dans les aires de moins de 50 000 habitants,.

## Histoire

### Antiquité
Bien situé dans la vallée de la Durance, le territoire de la commune est densément occupé durant l’Antiquité. Son territoire fait partie de celui des Sogiontiques (Sogiontii), dont le territoire s’étend du sud des Baronnies à la Durance. Les Sogiontiques sont fédérés aux Voconces, et après la conquête romaine, ils sont rattachés avec eux à la province romaine de Narbonnaise. Au IIe siècle, ils sont détachés des Voconces et forment une civitas distincte, avec pour capitale Segustero (Sisteron).

### Moyen Âge
Alors que le sud-est de la Gaule est une terre burgonde, le roi des Ostrogoths Théodoric le Grand conquiert en 510 la région sise entre la Durance, le Rhône et l’Isère. La commune est donc à nouveau rattachée à l’Italie. Mais en 526, pour se réconcilier avec le roi burgonde Gondemar III, la régente ostrogothe Amalasonthe lui rend ce territoire.
En 1129, le comte de Forcalquier Bertrand Ier de Forcalquier s'empare du castrum, qui appartient aux Entrevennes-Mison. En effet, les habitants du castrum ont refusé de payer l'albergue, tirant profit des guerres baussenques pour se dire inféodés au comte de Barcelone. Au XIIe siècle,l'abbaye Saint-André de Villeneuve-lès-Avignon y possède l’église Saint-Pierre-de-la-Durance, et en perçoit les revenus.
La localité apparaît pour la première fois dans les chartes en 1182 (Castrum Arnuphum),. Le village est alors situé sur la colline Saint-Jean.
Le 29 juin 1220, Guillaume de Sabran et Raymond Bérenger IV de Provence signent les accords de Meyrargues  au sujet du comté de Forcalquier qu'ils se disputent. Le nord du comté, de Forcalquier incluse jusqu'au Buëch, va au comte de Provence, moins quelques enclaves comme Château-Arnoux qui reste à Guillaume de Sabran.
Au XIVe siècle, le fief dépend des d’Agoult  avant de passer aux Glandevès (XVe siècle), puis aux Foresta (XVIe siècle), puis enfin aux Lombard (qui ajoutent de Château-Arnoux à leur nom). La communauté relève alors de la viguerie de Sisteron.

### Temps modernes
Lors des guerres de religion, les ducs de Lesdiguières et de Lavalette s’y rencontrent en 1588, afin de pacifier la région.

### Révolution et Empire
Durant la Révolution française, pour suivre le décret de la Convention du 25 vendémiaire an II invitant les communes ayant des noms pouvant rappeler les souvenirs de la royauté, de la féodalité ou des superstitions, à les remplacer par d'autres dénominations, la commune change de nom pour Roche-Arnoux.
En 1793, le château est mis aux enchères pour démolition. Même si les travaux ne sont pas menés à terme, les cinq tours sont abaissées à cette époque.

### XIXesiècle
En 1829, la construction d’un pont suspendu est destinée à doubler l’antique pont de la Baume de Sisteron, plus en amont. Sa construction s’achève en 1833, mais les chaînes de suspension rompent lors de l’épreuve de charge (avec 10 m3 de gravier en sacs déposés sur le tablier). Il est finalement mis en service en 1836 ; son tablier mesure 114 m de long.
Le coup d'État du 2 décembre 1851 commis par Louis-Napoléon Bonaparte contre la Deuxième République provoque un soulèvement armé dans les Basses-Alpes, en défense de la Constitution. Après l’échec de l’insurrection, une sévère répression poursuit ceux qui se sont levés pour défendre la République : 21 habitants de Château-Arnoux-Saint-Auban, dont une femme, sont traduits devant la commission mixte, la majorité étant condamnés à la déportation en Algérie.
Comme de nombreuses communes du département, Château-Arnoux se dote d’une école bien avant les lois Jules Ferry : en 1863, elle en possède déjà une qui dispense une instruction primaire aux garçons, au chef-lieu. La même instruction est donnée aux filles, bien que la loi Falloux (1851) n’impose l’ouverture d’une école de filles qu’aux communes de plus de 800 habitants. La commune profite des subventions de la deuxième loi Duruy (1877) pour rénover son école.

### XXesiècle
Une annexe du camp des Milles (camp de travailleurs) est implanté à Saint-Auban. L'usine Péchiney est la cible de sabotages :
- par l’armée secrète (AS), le 6 novembre 1943[100] ;
- et par les Francs-tireurs et partisans (FTP, résistants communistes) le 19 janvier 1944, journée d'action nationale[101],[100].

L’AS sabote encore des pylones électriques le 4 décembre 1943 et le 10 mai 1944.
Pour préparer le débarquement de Provence, deux équipes Jedburgh sont parachutées les 8 et 9 août afin d’agir sur les arrières allemands, et notamment sur les voies de communication. Disposant du soutien de 3 000 FFI, elles prennent le contrôle de la RN 96 qui permet de remonter la vallée de la Durance de Manosque à Veynes. Au cours des opérations suivant le débarquement, les forces alliées franchissent très tôt les premières défenses allemandes, et se lancent dans de rapides offensives de débordement, afin de couper les voies de retraite à la Wehrmacht. Une colonne, partie le 17 août de Vidauban, franchit la Durance le 20 août au sud de Mirabeau. Le 143e régiment d’infanterie US forme une colonne qui remonte la vallée de la Durance toute la journée du 20 août et libère les villes et villages sur son passage, dont Saint-Auban et, à la suite, Château-Arnoux.
Jusqu’au milieu du XXe siècle, la vigne était cultivée à Château-Arnoux-Saint-Auban. Le vin produit, de qualité médiocre, était destiné à l’autoconsommation. Cette culture est aujourd’hui abandonnée.
En 1959, le pont suspendu, vieux de 123 ans, est fermé, après avoir subi de grosses réparations en 1899 et 1919. Il est remplacé par le pont-barrage de L’Escale.

## Héraldique
| Blason de Château-Arnoux-Saint-Auban | Blason  | D'or au château de deux hautes tours pavillonnées jointes par un entre-mur, le tout de sable, ouvert du même, maçonné et ajouré d'argent, accosté des lettres C et A capitales aussi de sable. |
| Blason de Château-Arnoux-Saint-Auban | Détails | Armes parlantes. Le château rappelle le nom de la ville. Les lettres C et A en sont les initiales. Le statut officiel du blason reste à déterminer.                                            |

## Politique et administration

### Intercommunalité
Château-Arnoux-Saint-Auban fait partie :
- de 2001 à 2017, de la Communauté de communes de la Moyenne Durance ;
- depuis le 1er janvier 2017, de la communauté d'agglomération Provence-Alpes.

### Services publics
La commune est dotée de six établissements d’enseignement :
- cinq écoles, quatre primaires (Élise-et-Célestin-Freinet et Paul-Langevin, Paul-Lapie ) et deux maternelles (Font-Robert et Paul-Lapie)[109] ;
- le collège Camille-Reymond[110] ;
- deux instituts médico-éducatifs, Les Oliviers et La Durance[111].

Concernant l'enseignement supérieur, la ville abrite également une annexe de l'École nationale de l'aviation civile, située sur l'aérodrome aux côtés du Centre national de vol à voile.
Une brigade de gendarmerie de proximité est implantée à Château-Arnoux-Saint-Auban. Elle dépend de celle de Sisteron. Elle est renforcée d'une brigade motorisée.

### Jumelages
La commune est jumelée depuis 2013 avec Caraglio, commune italienne de la province de Coni (Cunéo en Italien).

## Démographie
L'évolution du nombre d'habitants est connue à travers les recensements de la population effectués dans la commune depuis 1765. Pour les communes de moins de 10 000 habitants, une enquête de recensement portant sur toute la population est réalisée tous les cinq ans, les populations de référence des années intermédiaires étant quant à elles estimées par interpolation ou extrapolation. Pour la commune, le premier recensement exhaustif entrant dans le cadre du nouveau dispositif a été réalisé en 2007.

En 2022, la commune comptait 5 095 habitants, en évolution de −1,3 % par rapport à 2016 (Alpes-de-Haute-Provence : +2,84 %, France hors Mayotte : +2,11 %).
| 1765 | 1793 | 1800 | 1806 | 1821 | 1831 | 1836 | 1841 | 1846 |
| ---- | ---- | ---- | ---- | ---- | ---- | ---- | ---- | ---- |
| 518  | 538  | 537  | 598  | 627  | 632  | 643  | 649  | 625  |

| 1851 | 1856 | 1861 | 1866 | 1872 | 1876 | 1881 | 1886 | 1891 |
| ---- | ---- | ---- | ---- | ---- | ---- | ---- | ---- | ---- |
| 646  | 660  | 675  | 647  | 849  | 734  | 670  | 681  | 631  |

| 1896 | 1901 | 1906 | 1911 | 1921  | 1926  | 1931  | 1936  | 1946  |
| ---- | ---- | ---- | ---- | ----- | ----- | ----- | ----- | ----- |
| 607  | 588  | 581  | 577  | 1 657 | 2 053 | 2 171 | 2 531 | 2 935 |

| 1954  | 1962  | 1968  | 1975  | 1982  | 1990  | 1999  | 2006  | 2007  |
| ----- | ----- | ----- | ----- | ----- | ----- | ----- | ----- | ----- |
| 3 515 | 5 785 | 6 532 | 6 240 | 5 576 | 5 109 | 4 970 | 5 126 | 5 148 |

| 2012  | 2017  | 2022  | - | - | - | - | - | - |
| ----- | ----- | ----- | - | - | - | - | - | - |
| 5 184 | 5 139 | 5 095 | - | - | - | - | - | - |

| 1315    | 1471    |
| ------- | ------- |
| 48 feux | 10 feux |

## Lieux et monuments
Au bord du lac, il y a une promenade arborée. Important site ornithologique. Le château est un site classé (voir ci-après).

### Château

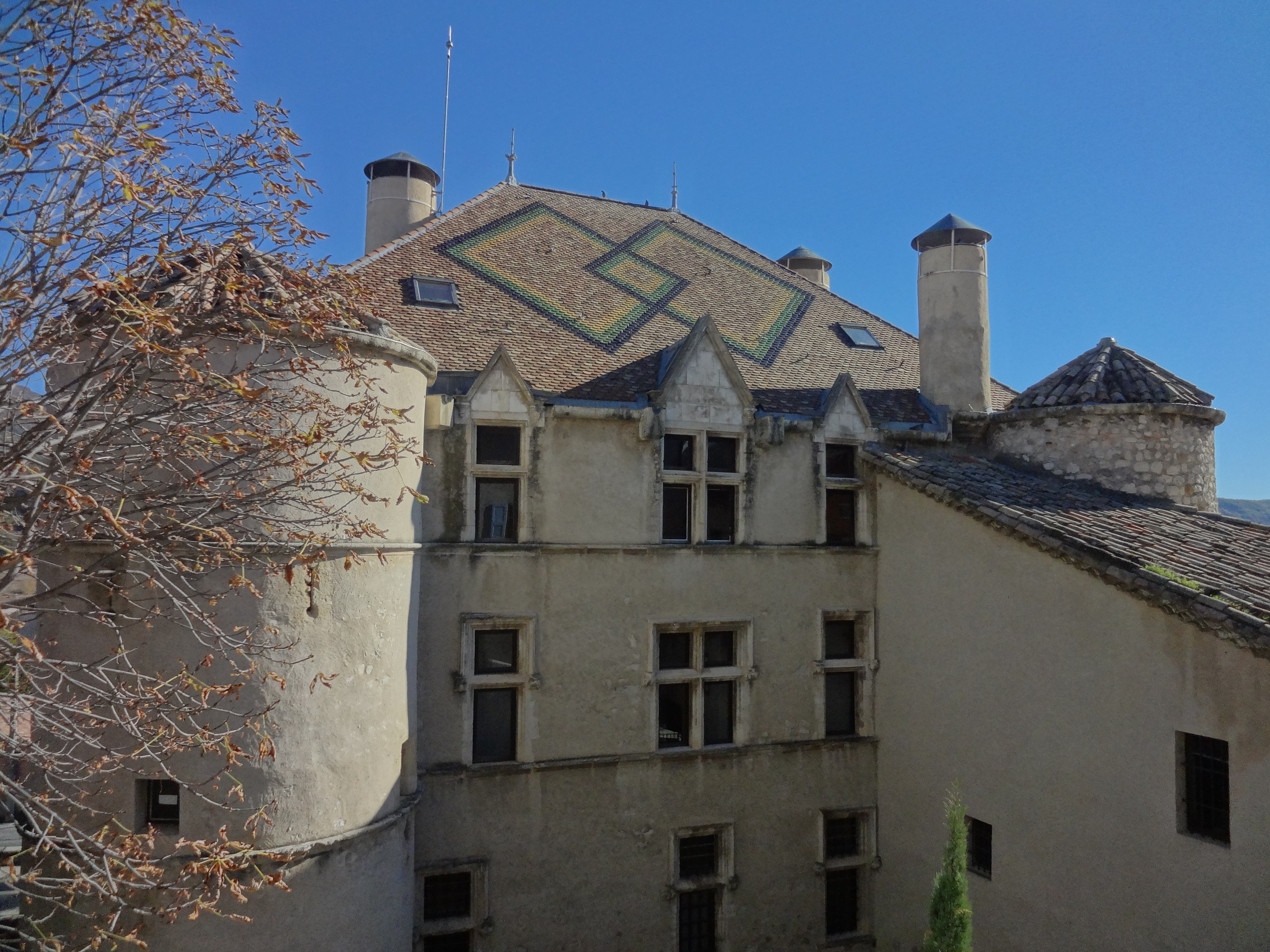
Façade ouest du château, avec son toit à tuiles vernissées.

La mairie est installée dans un château de style et d’époque Renaissance avec quelques éléments médiévaux, en partie classé et en partie inscrit monument historique. Il est construit vers 1510-1515  par Pierre de Glandevez sur un ancien château fort. Le château est achevé avant 1530. De l’ancien château, subsistent des meurtrières bouchées et une archère canonnière dans l’une des tours. Il est accosté de cinq tours, deux rondes, deux carrées et une hexagonale dans laquelle se déploie un escalier monumental de 84 marches orné de sculptures Renaissance représentant des personnages mythologiques, sauf au premier étage, où c'est le couple commanditaire (Pierre de Glandevès et Madeleine de Villemus) qui est représenté,.  La cheminée monumentaleet la porte de la Grand-Salle sont très richement décorées de gypseries. Les fenêtres sont à meneaux, quelques-unes sont surmontées de tympans semi-circulaires, de style Renaissance, les autres de simples pinacles à fleurons. Le château appartient à la commune depuis 1947,. Il a été restauré en 1966 et 1979.
Le parc est organisé autour d’allées cavalières. Il est orné d’une fontaine adossée à la pente que fait le terrain à cet endroit. Des terrasses sont aménagées grâce à des restanques, et boisées de chênes, érables, tilleuls et marronniers. Avec son parc, le château est classé site inscrit depuis 1951.

### Architecture civile
Aux Petites Fillières, se trouve une ferme datant de 1667, aux salles voûtées d’arches surbaissées.
À la Font-Robert, la grande ferme, aux toits à une seule pente, date du XVIIe siècle : elle abrite actuellement une salle de spectacles.
Des maisons en bois à structure porteuse intérieure en forme de compas ont été construites en 1943 par Jean Prouvé et Pierre Jeanneret dans un lotissement. Deux d’entre d’elles, situées rue de la Colline, sont des monuments historiques d'abord inscrits en 2001, puis classés en 2024,. Moulin à vent ; pont-barrage.
Passage du canal d'Oraison. Digue de 445 m de long.
Un pont suspendu est construit sur la Durance dans les années 1830 : la décision est prise en 1829, et le chantier dure jusqu’en 1833. Le tablier fait 114 m de long ; mais les chaînes de suspension rompent lors de l’épreuve de charge. Il est reconstruit plus solide et mis en service en 1836 ou 1837 avec un tablier de 118 m en une seule portée emprunté par la RN 85. Il subit de grosses réparations en 1899 et 1919, et n’est fermé qu’en 1959 avec la construction du pont-barrage de l’Escale.
La commune possède l'un des rares monuments aux morts pacifistes de France.

### Art religieux

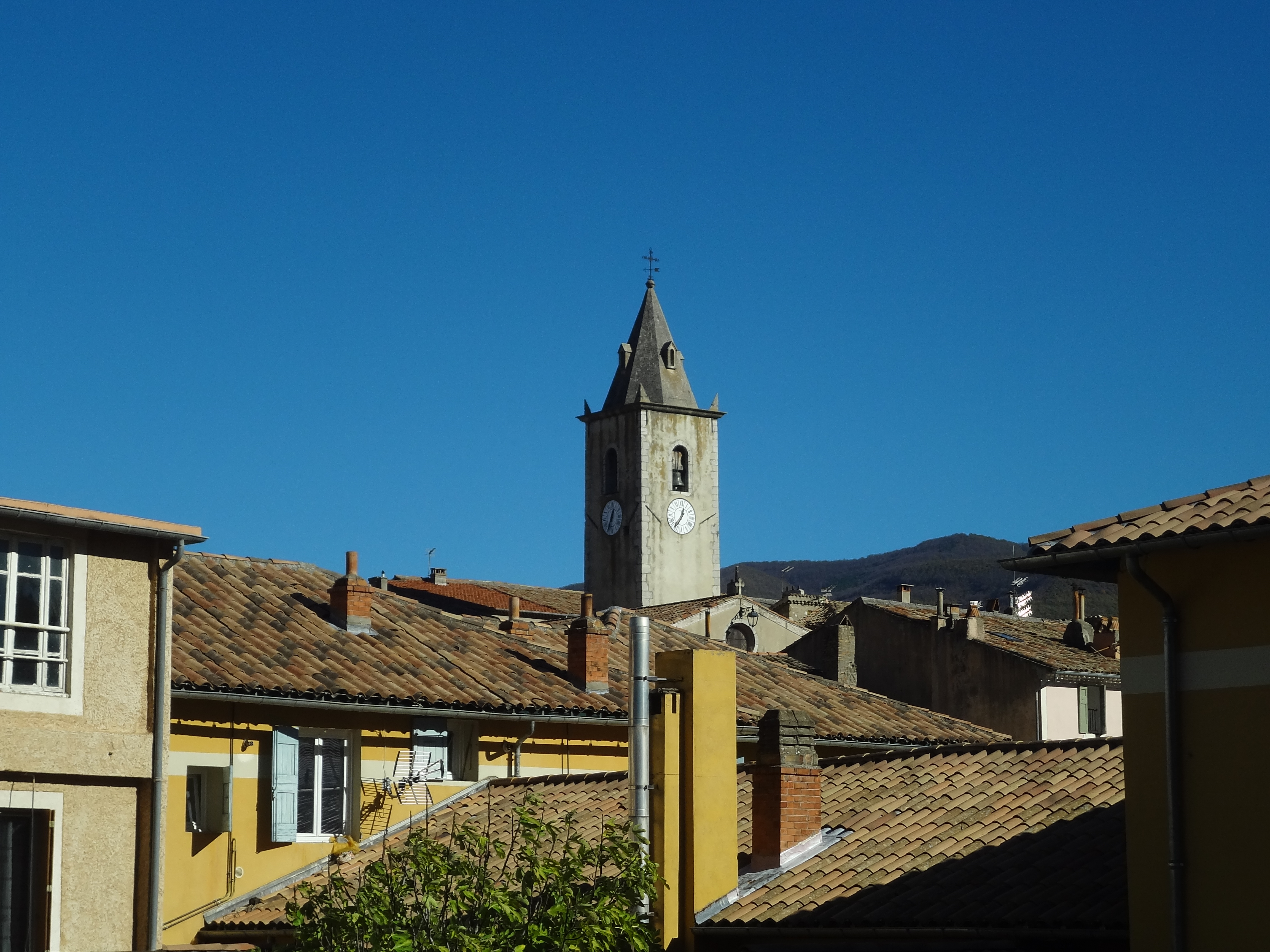
Clocher de l’église Saint-Bernard.

Le prieuré Saint-Pierre-ès-Liens, du XIe siècle, classé monument historique, est construit à proximité du cimetière. Il reste du premier état quelques murs de l’absidiole et la porte. Actuellement, ces vestiges sont intégrés à une villa.
L’église paroissiale, placée sous le vocable de Saint-Bernard, et patronnée par saint Pierre ès liens, est construite en 1634. La nef est voûtée d’arêtes, et bordées de bas-côtés. Le clocher est une tour, construite contre le chœur, avec flèche accostée de quatre pyramidions.
La chapelle Saint-Jean-Baptiste, construite en 1667-1668,, a une travée plafonnée et deux travées voûtées. Elle offre un beau panorama sur la vallée de la Durance et les Alpes.
L’église de Jésus Ouvrier à Saint-Auban est construite en 1938-1939 par Bénézech, où en 2007 le chœur vient d'être repeint en 3 tableaux d'inspiration locale.

## Manifestations
Cette petite ville est le cadre de différentes manifestations.
- Manifestation culturelle : "Les escapades" en juillet.
- Manifestation sportive : randonnée à VTT "La Jarlandine" en mai.
- Rendez-vous gastronomique : la fête de l'Ami du pain, le 1er dimanche de septembre, nombreuses animations, expositions d'artistes régionaux, repas...
- Foire à la brocante : un samedi sur deux, esplanade de la Résistance, organisation officielle et professionnelle
- Le dimanche matin, grand et traditionnel marché Provençal à Saint-Auban sur la place Pechiney.

## Randonnées
La base VTT du Val de Durance est située à l'Office de tourisme à Château-Arnoux, elle propose plus de 600 km de sentiers balisés. 28 circuits en boucle de tous niveaux, un circuit d'évolution, des ateliers de maniabilité... Des circuits de randonnée pédestre sont également proposés sur le territoire.
- l'orientation : Discipline sportive ou activité de loisirs, l'orientation consiste à retrouver des balises à l'aide d'une carte et d'une boussole. Des parcours permanents sont en place à Château-Arnoux.

Plusieurs sentiers d'interprétation du patrimoine.

## Personnalités liées à la commune
- Victorin Maurel, ancien maire de la commune.
- Ivano Ghirardini, guide de haute-montagne.
- Alain Boghossian, footballeur professionnel, champion du monde en 1998 avec l’équipe de France, a commencé à jouer au club local, créé autour des ouvriers de l'usine de Saint-Auban. Le 14 juillet 2008, le stade Alain Boghossian est inauguré par le maire Patrick Martellini.
- Bernar Venet, né en 1941 à Château-Arnoux-Saint-Auban dans les Alpes-de-Haute-Provence, est un artiste plasticien français, vivant aux États-Unis où il s'est fait connaître internationalement pour ses sculptures d'acier et ses dessins. Il a participé à la rénovation de la chapelle Saint-Jean de Château-Arnoux (fer forgé). Une de ses sculptures monumentales, "les arcs", a été installée sur un rond-point à Saint-Auban le 15 décembre 2016[140].